# Karolina Andriette Ahlsell
Karolina Andriette Ahlsell (Stoccolma, 30 settembre 1803 – Stoccolma, 7 dicembre 1889) era la madre dello scienziato Alfred Nobel.

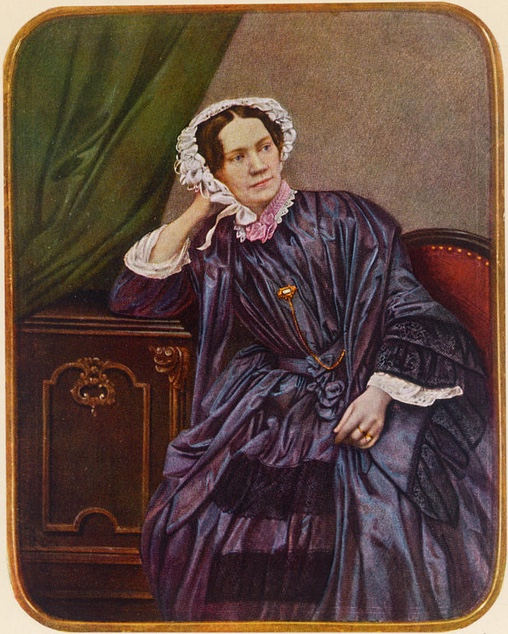

Figlia del ragioniere di origine contadina Anders Johan Ahlsell e Carolina Vilhelmina Roospigg, nel 1827 sposò Immanuel Nobel. La coppia visse a Stoccolma per diversi anni in condizioni economiche discrete, ma nel 1833 il marito fece bancarotta e la famiglia si dovette trasferire in un alloggio popolare di Stoccolma.
Qui nacque il primo dei loro figli,  Robert (1829-1896); gli altri furono Ludvig  (1831-1888), Alfred (1833-1896), Emil (1843-1864) e altri due bambini che morirono in fasce. I cinque anni seguenti furono particolarmente difficili ed Immanuel tentò di rifarsi una vita in Finlandia e in Russia. Andriette trovò il modo di contribuire al bilancio familiare gestendo una latteria con annessa rivendita di ortaggi.
Fu una ferma sostenitrice delle attività del marito, anche nei momenti più duri della sua carriera. Ebbe una predilezione per il figlio Alfred, il quale, nonostante il fatto che non sopportasse né il clima né il cibo svedesi, tornò sempre a Stoccolma per festeggiare il compleanno della madre.